# Svingeln

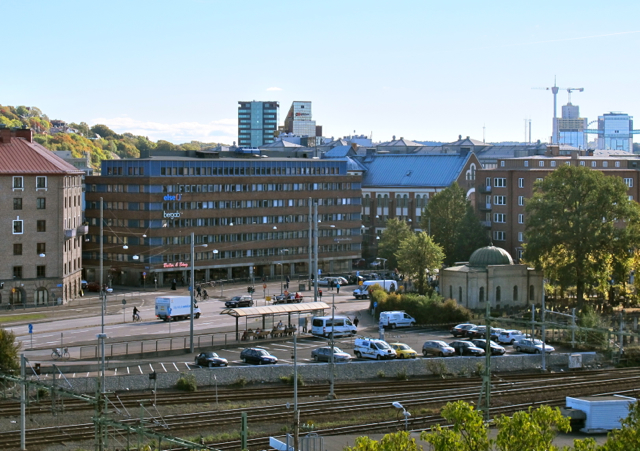
Svingeln i Göteborg sedd från Skansen Lejonet. Fotograferat före ombyggnationen som inleddes 2017.

Svingeln är en öppen plats vid Friggagatan i stadsdelen Stampen i östra delen av Göteborg, som ligger cirka 300 meter söder om Skansen Lejonet.
Vid Svingeln ligger Gamla begravningsplatsen som var Göteborgs synagogas tidigare begravningsplats. Också Göteborgs högre samskola ligger vid platsen.

## Kollektivtrafik
Svingeln är en knutpunkt för byte mellan Västtrafiks spårvagnar (linjerna 1, 3, 6 och 8) och flera busslinjer. I september 2017 påbörjades ombyggnation av knutpunkten, vilket innebar att antalet hållplatslägen för bussar utökades från två till fem, och att hållplatslägena för spårvagn flyttades närmare de för bussar. Antalet bilkörfält ändrades till ett i varje riktning, och av- och påfarter till motorvägarna E6 och E20 flyttades närmare Olskroken. Hela ombyggnationen, vilket inkluderar en ny cirkulationsplats under Godstågsviadukten i Olskroken, beräknas vara klar 2019.

## Namnet
Svingeln var namnet på den lägenhet (jordegendom) som låg i korsningen mellan Friggagatan och Stampgatan, mitt för Mosaiska begravningsplatsen och som påträffas i Örgryte husförhörslängd 1814-1815. Namnets innebörd har ett par tolkningar, där den ena hänger ihop med dialektordet 'svingel', med betydelsen 'vägkrök' då vägen från Stampen här gör en sväng för att komma fram till en över "groopar" (grävda kanaler) lagd bro. Ordet förekommer i Örgryte som Stora och Lilla Svingeln på två gärden som fått sitt namn efter läget nära en vägkrök. Dessutom förekommer ordet med denna betydelse på fler håll i Västra Götaland. Ordet är ett lån från holländska eller tyskans zwingel eller zwengel, och har även lånats in till danskan och norskan.
En annan tolkning är att namnet kommer av ett gammalt utanverk till Gullbergs fästning, senare Skansen Lejonet, men anses inte säker. Namnet skulle då betyda en 'förborg' (gammal Skantz) till den tidigare skansen, men denna förborg syns bara på en enda karta från 1682, men saknas på alla andra rikt förekommande och samtida kartor. Namnet med denna betydelse är mycket sällsynt, men förekommer vid Bohus fästning.